# Гудзенко, Эдуард Иванович
Эдуард Иванович Гудзенко  (27 апреля 1938, Черкассы — 29 августа 2006, с. Будище) – советский художник-график, экспрессионист. Представитель украинского нонконформистского движения.
Написал картины в жанрах – натюрморт, живописные пейзажи, графические портреты, сельские и индустриальные пейзажи, живописные портреты, фольклорные и театральные мотивы. Большинство его работ написаны в экспрессионистском и суровом стиле.

## Биография
При жизни художника, его попытки выставлять свои работы подвергались критике, как со стороны официальных инстанций, так и со стороны коллег по цеху. В основном это были  идеологические противники, которые, в свое время смогли принять требования и нормы творческой нивелировки. Сам же, Эдуард Иванович, оставаясь практически всю свою жизнь советским провинциальным художником, не мог в душе смириться с этим. Прожив, большую часть жизни в Черкассах, он всячески противился служебно-цеховому восприятию изобразительного искусства, так сказать, полупрофессиональному и усредненному его пониманию.
Негативный отпечаток на его творческую карьеру наложило участие в митинге против Советской власти в студенческие годы в 1960 г., в столице Молдавской ССР. Позднее художника обвиняли в еврейском космополитизме, в частности, за работу "Автопортрет в ермолке", выставленной в Черкасской галерее в 1980 г.
При жизни Э.И. Гудзенко была только одна его персональная выставка в 1987 г. В этом ж году художник переносит инфаркт, еще через год, трагически ушла из жизни его дочь.
По-настоящему его творчеством заинтересовались искусствоведы только после его смерти. Во многом это заслуга его верных и стойких почитателей, которые смогли в 2007-м г. (на следующий год после смерти художника) организовать его первую персональную выставку, которая проходила в его родном городе - в Художественном музее. А в 2008 г. уже состоялся показ его работ в столице Украины. Эти события, во многом и послужили толчком к росту интереса к творчеству Эдуарда Гудзенко.
В 2014-2015 годах, с работами украинского художника смогли познакомиться и российские ценители изобразительного искусства. Это стало возможным благодаря выставке его работ, которые были представлены широкой общественности в "Мраморном зале" Русского музея, в  Санкт-Петербурге. Она включала следующие блоки - "Жизнь-театр", "Ранние этюды", "Лесные пейзажи", "Графические портреты", "Живописные портреты", "Натюрморты", "Индустриальные и сельские виды". Для российских ценителей изобразительного искусства музейная выставка открыла новое имя и позволила узнать о жизни и творчестве Эдуарда Гудзенко.
В  2017 году  персональная выставка в залах галереи искусств Зураба Церетели,  отделении Российской академии художеств, в  Москве.
Ретроспективная экспозиция представила более 70 произведений. Выставка состояла из нескольких тематических блоков и охватывала творчество художника от ранних этюдов конца 1950-х годов, графических набросков, до его последних полотен начала 2000-х. На метровых холстах пейзажи и натюрморты, портреты, жанровые сцены и декоративные фантазии.  
Все это позволяет надеяться, что пусть и с большим опозданием, но общественное признание все-таки придет к творчеству Э.И. Гудзенко.
Искусствоведы отмечают, что для работ этого провинциального художника присущи такие особенности - широкая кисть, пастозный мазок, открытый цвет. Его произведения кардинально отличаются от этнографического малярства и от официального искусства того периода.

## Важные даты биографии
27.04.1938 г. — на свет появился Э. И. Гудзенко. Место рождения — г. Черкассы. Родители: Евгения Григорьевна Гудзенко — мама, Иван Иванович Гудзенко — отец.
С 1947—1957 г. — учеба в Черкасской средней школе. В это время он увлекается рисованием и посещает частные занятия по изобразительному искусству у своего преподавателя черчения и рисования А. Ф. Пошиванька. Своим духовным наставником молодой и талантливый учащийся считал И. Е. Горбатова.
1957 г. — поступление в Кишиневское Государственное художественное училище. В эти годы судьба сводит учащегося со многими творческими личностями. В частности — это педагоги — М. А. Ряснянский, А. А. Васильев, А. И. Колчак, М. Г. Греку. Молодой художник проходил практику в столице Венгрии у Корнелиу Баба.
1957—1962 г. — создание линии пейзажных этюдов и натюрмортов. Наиболее известными являются «Клубника», «Натюрморт с цветами»;
1958 г. — свадьба с Юлией, которая была медицинским работником. Позже в семье родились две дочери — Наталья и Александра;
1960 г. — участие в митингах и демонстрации в Кишиневе, против Советской власти. Поводом стал арест Марии Речиле и ее 3-х дневный допрос сотрудниками комитета государственной безопасности;
1962 г. — окончание учебы в художественном училище. Написание серии портретов, в так называемом «суровом стиле». Назначение на должность руководителя студии изобразительного искусства в Доме пионеров в родном городе Черкассах;
1966 г. — участвует в выставке работ молодых художников Украинской ССР. Там были представлены такие его картины — «Перцы», «Подсолнухи». Эти произведения восторженно отмечали Г.В Якутович, Т. Н. Яблонская, Г. И. Гавриленко.
1969 г. — начало притеснений художника и публичная критика в Союзе художников Украинской ССР;
1969 − 1987 гг. — Э. Гудзенко трудится над созданием линии монументальных произведений — мозаики по мотивам народной тематики и театрального искусства;
1970 г. — экспериментирует и использует при написании картин элементы маскарада, игровые и сценические мотивы;
1975 г. — написание «Автопортрета в ермолке», который позднее в 1980 г. был публично высмеян;
1984 г. — работа над картиной — «Портрет ветерана Грицая Ивана». Написана в духе так называемого «сурового стиля»;
1987 г. — участие в коллективной выставке, которая проводилась в Черкасской галерее и была организована Союзом художников Украинской ССР. Здесь художник выставил практически все свои картины. В этом же году выходит первій и единственный прижизненный каталог произведений Э. И. Гудзенко.
1987 г. — сердечный приступ и нарушение нормальной работы одной руки;
1987 г. — работа над графическим автопортретом;
1990 г. — переезд в село Будище, которое расположено в 30 км от Черкасс;
2005 г. — написание линии живописных работ. Сюда вошла и последняя картина Э. И. Гудзенко — «Аллея покоя»;
29.08 2006 г. — перестало биться сердце художника. Похоронен в селе Будище.
2007 г. — персональная выставка, которая официально стала первой, проходила в Черкасском музее изобразительного искусства. Был опубликован каталог произведений Э. И. Гудзенко. Издатель каталога Н. Бабак. В Энциклопедии современной Украины размещена статья о талантливом художнике.
2007 г. — выставка работ на Арт-Киев. Организаторы Украинский дом, журнал Art Ukraine;
2008 г. — персональная выставка в Национальном союзе художников Украины. Мероприятие состоялось благодаря усилиям М. Бабака;
2011 г. — упоминание о художнике в популярном издании «Украинская культура 20-21 веков», как о ярком и талантливом представителе нонконформистского движения;
2014—2015 г. — персональная выставка произведений в «Мраморном дворце» Русского музея. Кураторы Светлана Швыдкая и Михаил Сидлин. Продюсер выставки Светлана Швыдкая;
2014 г. — в издательстве Русского музея Palace Edition выходит каталог работ Э. Гудзенко. Научный руководитель Евгения Петрова, художественный руководитель издания Йозеф Киблицкий. Издатель каталога Светлана Швыдкая;
2017 г. — персональная выставка в залах галереи искусств Зураба Церетели, отделении Российской академии художеств. Куратор и продюсер выставки Светлана Швыдкая.

## Критики
Александр Якимович:

«Разглядывая его картины и рисунки, невозможно догадаться о том, какая нелегкая судьба выпала на долю их создателя. В работах Гудзенко виден свободный художник в том самом смысле, который был вложен в это понятие уже мастерами Ренессанса. Художник, неутолимо жадный до зрительных впечатлений, эмоциональный и готовый выплеснуть на холст свои переживания. Глаз мастера так устроен, что он видит и драму, и комедию, и трагедию в сочетаниях оттенков цвета, видит иронию и сарказм в фактуре мазка, в соединениях форм. Его душа и разум прямо связаны с глазом, а глаз – с рукою. Свободная творческая натура, описанная в «Фаусте» Гёте, есть натура любопытная и недоверчивая, вглядывающаяся в реальную жизнь и открывающая ее скрытые, не видимые людям стороны. И он не боится. Его не захомутаешь. Нормы, запреты, каноны официальных идеологий ему не указ .»
.

## Выставки

### Персональные выставки
- 2007  — «Эдуард Гудзенко. 1938-2006», Черкассы, Музей изобразительного искусства, 19 сентября- 29 сентября
- 2008  — «Эдуард Гудзенко. 1938-2006», Киев, Национальный союз художников Украины, 13 марта - 24 марта
- 2014—2015 — «Эдуард Гудзенко. 1938-2006», Санкт-Петербург, Русский музей, 18 декабря — 16 февраля [3]
- 2017 — «Эдуард Гудзенко. 1938-2006», Москва, Российская академия художеств, 28 февраля - 26 марта,[4]

### Коллективные выставки
- 1966 — Республиканская выставка работ молодых художников Украинской ССР, Киев
- 1987 — Выставка работ молодых художников Евгения, Найдена, Эдуарда Гудзенко, Сергея Сосулина в Черкасской организации Союза художников Украины Украинской ССР, Черкассы. Каталог Черкассы Облполиграфиздат, 1987
- 2007 — выставка на Арт-Киев, в галерее Благотворительного фонда «Культурное наследие и современное искусство», Украинский дом, Киев, 1-10 ноября. Каталог «Арт-Киев», Киев